# Sayiana sayi
Sayiana sayi är en insektsart som först beskrevs av Ball 1902.  Sayiana sayi ingår i släktet Sayiana och familjen Derbidae. Inga underarter finns listade i Catalogue of Life.